# Capilla de Nuestra Señora de la Divina Providencia (Kabul)
La Capilla de Nuestra Señora de la Divina Providencia  o bien Capilla de la Embajada de Italia en Kabul es el nombre que recibe un edificio religioso que está afiliado a la Iglesia católica y que se encuentra ubicado la calle Grab Massoud, en la ciudad de Kabul, capital del país asiático de la República Islámica de Afganistán.
Sigue el rito romano o latino y depende de la misión sui iuris de Afganistán (Missio sui iuris Afghanistaniensis) que fue creada por el Papa Juan Pablo II en 2002. El templo fue autorizado en 1933 y gracias a la protección que brinda la embajada de Italia sobrevivió a guerras, conmociones y a la época del gobierno Talibán.
Esta bajo la responsabilidad pastoral del sacerdote italiano Giuseppe Moretti. El edificio actual tiene sus orígenes en 1921 cuando Italia y Afganistán establecieron relaciones diplomáticas. Fue completada solo en 1960. La mayoría de los símbolos cristianos están limitados, solo se permite una pequeña cruz en la entrada.